# Colonia Ángel Heladio Aguirre Rivero
Colonia Ángel Heladio Aguirre Rivero är en ort i Mexiko.   Den ligger i kommunen Acapulco de Juárez och delstaten Guerrero, i den södra delen av landet, 290 km söder om huvudstaden Mexico City. Colonia Ángel Heladio Aguirre Rivero ligger 28 meter över havet och antalet invånare är 191.
Terrängen runt Colonia Ángel Heladio Aguirre Rivero är kuperad åt nordväst, men åt sydost är den platt. Runt Colonia Ángel Heladio Aguirre Rivero är det tätbefolkat, med 397 invånare per kvadratkilometer. Närmaste större samhälle är Acapulco, 9,8 km väster om Colonia Ángel Heladio Aguirre Rivero. Omgivningarna runt Colonia Ángel Heladio Aguirre Rivero är en mosaik av jordbruksmark och naturlig växtlighet.